# 舌下神经
舌下神经（Hypoglossal nerve），是第十二对脑神经。该神经发源自延髓的舌下神经核，并从延髓的橄榄和锥体之间的橄榄旁沟穿出，然后经行舌下神经道（Hypoglossal canal）。从舌下神经道穿出后，舌下神经与颈椎C1的前侧支汇合，然后缠绕迷走神经，并从内侧颈动脉和内侧颈静脉之间通过。在通过二腹肌后腹的深部后，舌下神经进入舌。
通常可通过让病人伸舌来检查舌下神经的功能。如果一侧的舌下神经功能有障碍，舌伸出时将偏向有障碍的一侧。舌下神经的强健度可通过使病人将舌头顶向面颊，并由医生用手指触动来检查。另一方法是直接检查舌部。

## 外部連結
解剖學(Anatomy)-腦神經(cranial nerve)-CN XII(舌下神經束) （页面存档备份，存于）